# Encyocrypta cagou
Espèce
Encyocrypta cagou est une espèce d'araignées mygalomorphes de la famille des Barychelidae.

## Distribution
Cette espèce est endémique de Nouvelle-Calédonie. Elle se rencontre dans le parc provincial de la Rivière Bleue.

## Description
La femelle holotype mesure 12 mm.

## Étymologie
Cette espèce est nommée en référence au Cagou.

## Publication originale
- Raven & Churchill, 1991 : A revision of the mygalomorph spider genus Encyocrypta Simon in New Caledonia (Araneae Barychelidae). Zoologia Neocaledonica, vol. 2, Mémoires du Muséum National d'Histoire Naturelle de Paris, sér. A, vol. 149, p. 31-86.